# Дебжно
Де́бжно (пол. Debrzno, нім. Preußisch Friedland) — місто в північній Польщі.
Належить до Члуховського повіту Поморського воєводства.

## Демографія
Демографічна структура станом на 31 березня 2011 року:
|          | Загалом | Допрацездатний вік | Працездатний вік | Постпрацездатний вік |
| -------- | ------- | ------------------ | ---------------- | -------------------- |
| Чоловіки | 2587    | 611                | 1777             | 199                  |
| Жінки    | 2678    | 528                | 1626             | 524                  |
| Разом    | 5265    | 1139               | 3403             | 723                  |

## Відомі люди
Народилися: 
- Дрозд Роман (пол. Roman Drozd) (1963) – польський історик українського походження, від 2003 р. професор Поморської академії в Слупську (Слупськ), від 2008 р. - ректор. Віце-президент Об'єднання українців у Польщі в роках 2004 - 2009 та президент Українського історичного товариства в Польщі.